# Telipogon bennettii
Telipogon bennettii là một loài thực vật có hoa trong họ Lan. Loài này được (Dodson & R.Escobar) N.H.Williams & Dressler mô tả khoa học đầu tiên năm 2005.